# Amir Adil Arslan

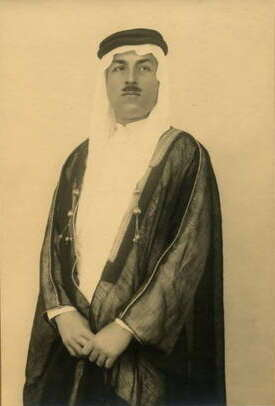
Adel Areslan

Amir Adil Arslan (arabisch أمير عادل أرسلان) (* 1880 in asch-Schuwaifat, Dschabal Lubnan, südlich von Beirut, Libanon; † 23. Januar 1954 in Beirut) war ein syrischer, nationalistischer Politiker drusischen Glaubens. Sein Vater war Amir Hamud.

## Ausbildung
- maronitisch, französisch, christliche Missionsschule
- Madrasa al-Hikma
- Osmanisches College in Beirut
- Französischausbildung
- Ausbildung an der ottomanischen Beamtenschule Mekteb-i Mülkiye

## Im osmanischen Reich
Amir Adil Arslan trat unter seinem Onkel Amir Mustafa, dem Bezirksregenten des Chouf, auf die politische Bühne.
Amir Mustafas Herrschaft über die Yazbaki-Drusen wurde von Amir Taufiq Madschid Arslan erfolgreich herausgefordert.
Wie sein älterer Bruder Amir Schakib, war Adil Arslan Mitglied des Komitees für Einheit und Fortschritts (oder Einheits- und Fortschrittspartei).
- 1913 wurde Adil Arslan erster Sekretär im Innenministerium.
- 1914 wurde Adil Arslan Leiter der Einwanderungsbehörde im Vilâyet Beirut.
- 1915 wurde Adil Arslan Kaymakam (Magnat religiöser Führer) des Chouf
- von 1916 bis 1918 war er Abgeordneter des Libanongebirges.

Nach einigen Quellen trat er vor dem Ersten Weltkrieg einer panarabischen Geheimgesellschaft bei. Aber ältere Quellen datieren seinen Eintritt nach dem Ende des osmanischen Reiches.

## Nach dem Ersten Weltkrieg
Wie viele Andere, welche dem osmanischen Reich gedient haben, folgte er Hussein ibn Ali, welchem von den Briten die Regierung versprochen worden war, wegen des wirksamen Einsatzes seiner Truppen unter T. E. Lawrence.
Im Herbst 1919 wurde Adil Arslan zum Gouverneur des Libanons bestellt, später Ratgeber des Militärgouverneurs von Syrien. 1920 wurde Adil Arslan politischer Berater von Faisal I., welcher König eines unabhängigen Syriens geworden war. Trotz der Anstrengungen von Adil Arslan und seines Vetters Amin folgten die meisten Drusen im Berg Libanon Nasib Jumblatt oder Tawfiq Majid Arslan und akzeptierten das französische Mandat über Syrien.
Nach dem Sturz von Faisal I. floh Adil Arslan zu dessen Bruder Abdallah ibn Husain I. nach Transjordanien, wo er von 1921 bis 1923 zum Leiter des Staatsrates (Diwan) ernannt wurde.
Auf Druck der britischen Regierung wies Abdallah ibn Husain I. die syrisch, arabischen Nationalisten aus. Adil Arslan exilierte nach Saudi-Arabien. In Saudi-Arabien war Adil Arslan in engem Kontakt mit Schukri al-Quwatli und den Istiqlalisten (Unabhängigkeitsbewegung).
Während des syrischen Aufstände 1925 bis 1927 war er aktiver Geldsammler und Schlachtenlenker. Aufs Neue von der französischen Mandatsmacht verurteilt, setzte er seine Aktivitäten außerhalb Syriens, hauptsächlich in Ägypten, fort.
1931 wurde Adil Arslan aus Ägypten wegen antiitalienischer Aktivitäten ausgewiesen und ging nach Bagdad, bis Faisal I. unter britischem Schutz zu herrschen begann. 1937 war Adil Arslan in der Schweiz und setzte seine panarabischen Aktivitäten fort.

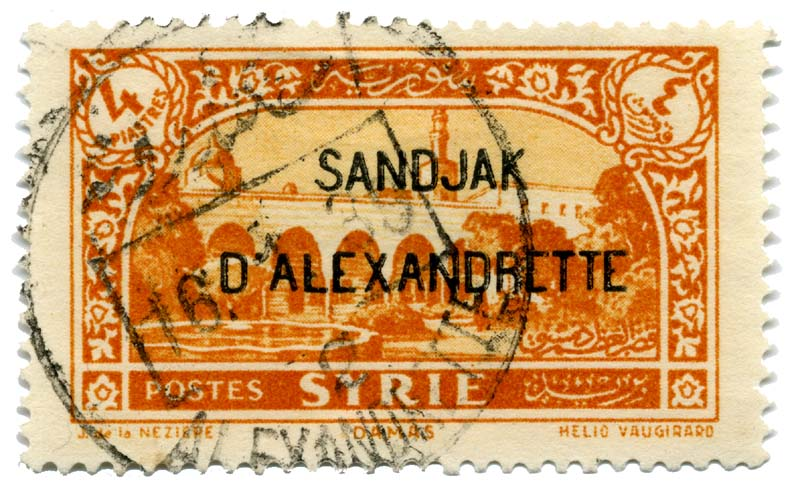
Die französische Mandatsverwaltung überdruckte syrische Postwertzeichen, um sie 1938 herauszugeben; dieses vier Piaster-Postwertzeichen wurde 1939 verwendet.

Der syrische Nationalblock, zu welchem Quwatli und die Istiqlalists gehörten, hatte ein Abkommen mit der französischen Mandatsmacht erreicht und bildete eine Regierung.

## Gebietsfrage Alexandretta
Adil Arslan wurde als ständiger Vertreter in der Türkei berufen, einen Posten, welchen er bis 1938 hielt, als die İskenderun-Gebietsfrage eskalierte.
İskenderun, ein ottomanisches Gebiet, hatte in Syrien 1920 als Sandschak Alexandrette halbautonomen Status erhalten und wurde nach einem Abkommen 1938 zwischen Frankreich und der Türkei 1939 als Hatay Devleti in die Türkei eingegliedert.

## Im Zweiten Weltkrieg
1940 und 1941 wurde Adil Arslan durch die Mandatsverwaltung unter dem Vichy-Regime verhaftet und wieder freigelassen. Adil Arslan floh Ende 1941 in die Türkei, wo er den gesamten Zweiten Weltkrieg verbrachte.
Wie andere arabisch-nationalistische Politiker suchte er die Unterstützung der deutschen Naziregierung. Aber er stand in Opposition zu Raschid Ali al-Gailani und Mohammed Amin al-Husseini und lehnte Einladungen nach Deutschland ab.

## Im unabhängigen Syrien
1946 und 1947 war Adil Arslan in der unabhängigen Syrischen Republik Bildungsminister in zwei Kabinetten der Nationalpartei und wurde vom Wahlkreis Golanhöhen (arabisch: al-Dschawlan) 1947 in das Parlament gewählt.
1947 war er Mitglied der syrischen Delegation in London bei den Rundentischgesprächen über Palästina 1946 und 1947. Er war Delegationsmitglied der syrischen Delegation bei den Vereinten Nationen und ab dem 19. April 1948 Leiter der syrischen Delegation bei den Vereinten Nationen, trat am 20. Oktober 1948 zurück und beschuldigte die syrische Regierung, die arabische Sache in Palästina verlorenzugeben, nachdem sich Israel im Mai 1948 unabhängig erklärt hatte und die angreifenden arabischen Staaten bekämpfte, um den neuen Staat zu erhalten. Unter den schwankenden Bedingungen der syrischen Politik scheiterte er zweimal, ein Kabinett zu bilden.
Am 30. März 1949 stürzte Husni az-Za'im unblutig die demokratische Regierung und machte Adil Arslan zu seinem politischen Ratgeber. Adil Arslan war vom 16. April bis 26. Juni 1949 Außenminister. Nach dem Sturz von Husni az-Za'im war Adil Arslan von Ende 1949 bis Anfang 1952 ständiger Vertreter Syriens in der Türkei.

## Schriftsteller und Poet
Er war auch Schriftsteller und Poet, ein Buch von ihm hieß Dhikrayat al-Amir Adil Arslan an Husni al-Za Beirut, 1962, das andere Mudhakkirat al-Amir Adil Arslan (Erinnerungen von Amir Adil Arslan), Hrsg.: Yusuf Ibbish, in drei Bänden Beirut, 1983.

## Quelle
- The Long Peace, Ottoman Lebanon, 1861–1920